# Иоланда Арагонская (герцогиня Калабрии)
Иоланда Арагонская (1273 — август 1302) — дочь короля Арагона Педро III и Констанции Сицилийской. Супруга Роберта, герцога Калабрии и будущего короля Неаполя. Она никогда не была королевой Неаполя, так как умерла до того, как её супруг взошёл на трон.

## Жизнь
23 марта 1297 года в Риме Иоланда вышла замуж за Роберта. Он был третьим сыном короля Неаполя Карла II и Марии Венгерской. Роберт женился на Иоланде, а Хайме II отказался от Арагона от Сицилии (Хайме был братом Иоланды).
В Неаполь Иоланду сопровождал её новый шурин Раймонд Беренгер Анжуйский.
У Иоланды и Роберта было двое сыновей:
- Карл (1298—1328), герцог Калабрии и наследник престола, умерший раньше отца и оставивший после себя несколько дочерей. Одна из них Джованна I (1328—1382) стала преемницей Роберта на неаполитанском престоле.
- Людовик (1301—1310)

В месяц смерти Иоланды был заключён мир в Кальтабеллотте, положивший конец войне. Её муж унаследовал трон семь лет спустя.
После смерти Иоланды Роберт женился на Санче Майоркской. Брак был бездетным.